# Rupp (Verenigde Staten)
Rupp is een Amerikaans merk dat in het begin van de jaren zeventig lichte terreinmotortjes maakte.